# آرایش پروازی

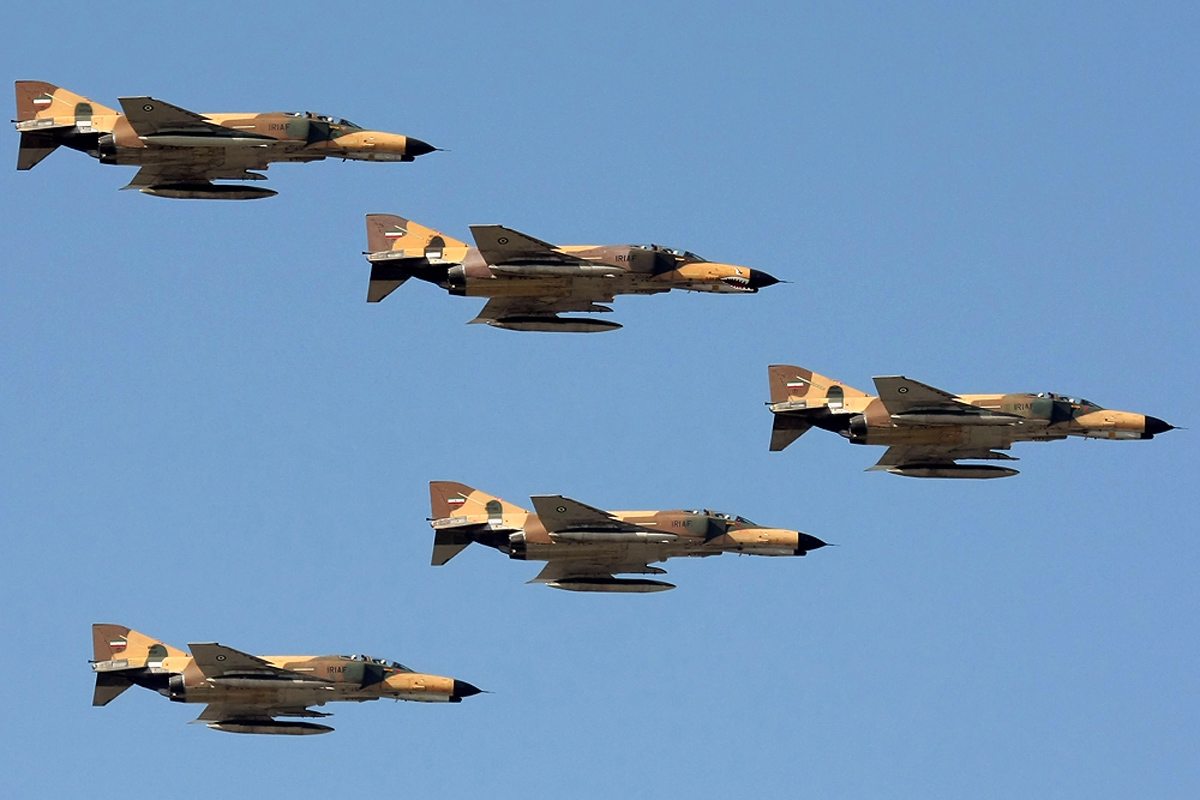
یک آرایش پروازی ۵ فروندی از اف-۴ فانتوم‌های نیروی هوایی ایران

آرایش پروازی یا پرواز جمع به پرواز مرتبط و هدفمند دو یا چند هواگرد گویند که تحت یک فرماندهی واحد، هدف خاصی را دنبال می‌کنند. این نوع پرواز گروهی، هم در هوانوردی نظامی و هم در هوانوردی غیرنظامی کاربرد دارد. از این روش به منظور مصرف کمتر سوخت از برای کمتر شدن نیروی درگ نیز استفاده می‌شود. این پرواز گروهی از پرواز دست جمعی پرندگان در آسمان‌ها الگوبرداری شده‌است.

## جستارهای نظامی
- آرایش تاکتیکی
- آکروجت